# سرود ملی هندوراس
سرود ملی هندوراس (انگلیسی: National Anthem of Honduras) در سال ۱۹۱۵ رسمیت یافت. متن آن نوشته آگوستو کنستانسیو کوئلو و آهنگ‌ساز آن کارلوس هارتلینگ است.

## متن
همسرایی
پرچم تو شوکت آسمان است
پرچمی با نواری از برف،
که در ژرفنای مقدسش
پنج اختر آبی مات دیده می‌شود.
در بیرق تو، که دریایی متلاطم
با امواج افسارگسیخته پناهگاه اوست
فراسوی چکاد برهنه آتشفشان،
ستاره‌ای روشن می‌درخشد.
مانند دوشیزه‌ای سرخ‌پوست سر به بالین داشته‌ای
با لالایی نغمه پرطنین دریاهایت
آن زمان که، در دره‌های زرینت آرمیده بودی
و دریانورد جسور تو را یافت؛
محسور زیبایی‌ات شد و
افسون تو بر دلش نشست
و بوسه‌ای از عشق به کناره آبی
ردای پرشکوهت زد.